# 4314 (1979 ML3)
4314 (1979 ML3) је астероид главног астероидног појаса чија средња удаљеност од Сунца износи 2,592 астрономских јединица (АЈ).
Апсолутна магнитуда астероида је 13,1.